# Johann Boldewan
Johann Boldewan, auch Johannes Boldewan (* um 1485 in Greifenberg in Pommern; † 1533 in Belzig) war ein deutscher evangelischer Theologe der Reformationszeit.

## Leben
Über Boldewan liegen sehr wenig Lebensdaten vor. Aufgrund seines Immatrikulationseintrages 1503 an der Universität Greifswald kennt man seinen Herkunftsort. Nach seinem Studium begab er sich offenbar nach Belbuck und gehörte dort dem Prämonstratenserorden an. In diesem Orden wurde er 1511 bis 1512 „praepositus monialium“ in Stolp, kehrte dann nach Belbuck zurück und wurde am 15. März 1514 als Pleban von Treptow an der Rega genannt. Ein Jahr später war er Prior und mit Leitungsaufgaben betraut. In dieser Funktion erschien er als Abt des Klosters Pudagla von 1515 bis 1517. Am 28. April 1517 wurde er erstmals als Abt des Klosters Belbuck genannt und leistete am 28. Juni desselben Jahres dem Bischof von Cammin Martin I. Karith traditionell den Oboedienzeid.
Im Zuge der Einflüsse der Reformation schloss sich Boldewan jener in Pommern aufkeimenden Bewegung an. Im Zuge der gegen die Reformation eingeleiteten Gegenmaßnahmen wurde er 1522, nach dem Weggang Johannes Bugenhagens, aufgrund der Beschlüsse des Wormser Edikts wegen „lutherischer Ketzerei“ von seiner Funktion entbunden. Daraufhin begab er sich nach Wittenberg, von wo aus er auf eine Pfarrstelle in Belzig vermittelt wurde. Als Bugenhagen seine kirchenordnende Tätigkeit in Hamburg durchführte, regte er an, dass Boldewan an die Petrikirche in Hamburg beurlaubt wurde und seine Bestrebungen zur Hamburger Kirchenordnung unterstützen sollte. Hamburger Quellen setzen voraus, dass er verheiratet war. Nach dem Weggang Bugenhagens aus Hamburg kehrte Boldewan auf seine Pfarrstelle in Belzig zurück und starb dort kurz vor dem 14. Dezember 1533. In den Visitationsakten von Belzig aus dem Jahre 1534 ist von der Witwe Boldewans die Rede.